# Amir Khalil
Amir Khalil (* 21. November 1964 in al-Fayyūm) ist ein ägyptischer Veterinärmediziner und Projektleiter bei der internationalen Tierschutzorganisation Vier Pfoten.

## Jugend und Ausbildung
Khalil wurde am 21. November 1964 in al-Fayyūm als Sohn eines Apothekers und einer Hausfrau geboren. Seit 1989 lebt er in Wien und ist Vater von drei Töchtern. Khalil spricht insgesamt sechs Sprachen, darunter Koptisch. Nach dem Studium der Veterinärmedizin an der Universität Kairo erhielt Khalil ein Stipendium für ein Wildtierökologie-Studium in Pretoria, Südafrika. Im Alter von 25 erhielt er ein Stipendium an der Universität Edinburgh, entschied sich jedoch für ein Engagement bei der Tierschutzorganisation Vier Pfoten.

## Wirken
Im Jahr 1994 begann Amir Khalil eine Freiwilligentätigkeit für Vier Pfoten zur Reduzierung der Streunerpopulation in Rumänien. 1997 wurde er Projektleiter sowie Leiter der Katastrophenhilfe (Disaster Relief Unit). Im Jahr 2014 führte er vier Rettungsmissionen im Gazastreifen durch und evakuierte 2016 den Al-Bisan-Zoo und den Khan-Younis-Zoo sowie 2019 den Rafah-Zoo.
Im April 2017 evakuierte er die beiden letzten überlebenden Bären und Löwen des Montazah-Al-Morour-Zoos in Mossul, Irak. Im Juli 2017 rettete er 13 Tiere aus dem verlassenen Freizeitpark Magic World in der Nähe von Aleppo, Syrien. Amir Khalil leistete 2011 auch Hilfe für Tiere im libyschen Tripolis-Zoo, in Kairo während des Arabischen Frühlings (2011) und im irakischen Bagdad-Zoo im Jahr 2003.
Amir Khalil hat Tierheime in Bulgarien, Jordanien, Myanmar, Südafrika und der Ukraine eingerichtet und leitete die Rettung von 27 Tanzbären auf der Balkanhalbinsel. 2001 gründete er mit Unterstützung der Brigitte Bardot Foundation den Tanzbärenpark Belitsa. 2006 gründete er das Lionsrock Big Cat Sanctuary in Bethlehem, Südafrika. Zusammen mit der Princess Alia Foundation gründete er das Al Ma'wa Sanctuary for Nature and Wildlife. 2018 gründete er den Elephants Lake, ein 17.000 Hektar großes Reservat und Rehabilitationszentrum für ehemalige Arbeitselefanten in Myanmars Region Bago.
Amir Khalil hat Katastrophenhilfe für in Not geratene Tiere unter anderem in der Balkanflut 2014, beim Taifun Haiyan auf den Philippinen (2013), bei der Überschwemmungskatastrophe in Pakistan 2010, in der Hungerkrise in Kenia 2006 und beim Tsunami von 2004 in Sri Lanka, geleistet. Im Januar 2020 rettete Amir Khalil zusammen mit Vier Pfoten kranke Löwen aus einem Zoo in Khartum, nachdem der Zustand der Tiere weltweit für Kritik gesorgt hatte. Von September bis November 2020 wurde Kaavan (der einsamste Elefant der Welt) im Marghazar Zoo in Pakistan von Amir Khalil und Frank Goeritz vom Leibniz-Institut für Zoo- und Wildtierforschung (IZW) tierärztlich untersucht und mit Unterstützung des Geschäftsmannes Eric Margolis und Sängerin Cher für eine Verlegung in das Cambodia Wildlife Sanctuary freigegeben.

## Sonstiges
Amir Khalil wirkt in Ai Weiweis Dokumentarfilm Human Flow (2017) mit und wird in den Sachbüchern Father of Lions: How One Man Defied Isis and Saved Mosul Zoo (2019) von Louise Callaghan, Paarden vliegen businessclass von Olaf Koens (2019), Dancing Bears: True Stories of People Nostalgic for Life Under Tyranny von Witold Szablowski (2014) thematisiert. Amir Khalils Missionen wurden in Fernsehprogrammen wie CNNs Great Big Story, Animal Planet und National Geographic gezeigt.